# رود تاکاسه
رود تاکاسه (به ژاپنی: 高瀬川, Takasegawa)، یک رود در استان آئوموری در ژاپن است.